# Coracle

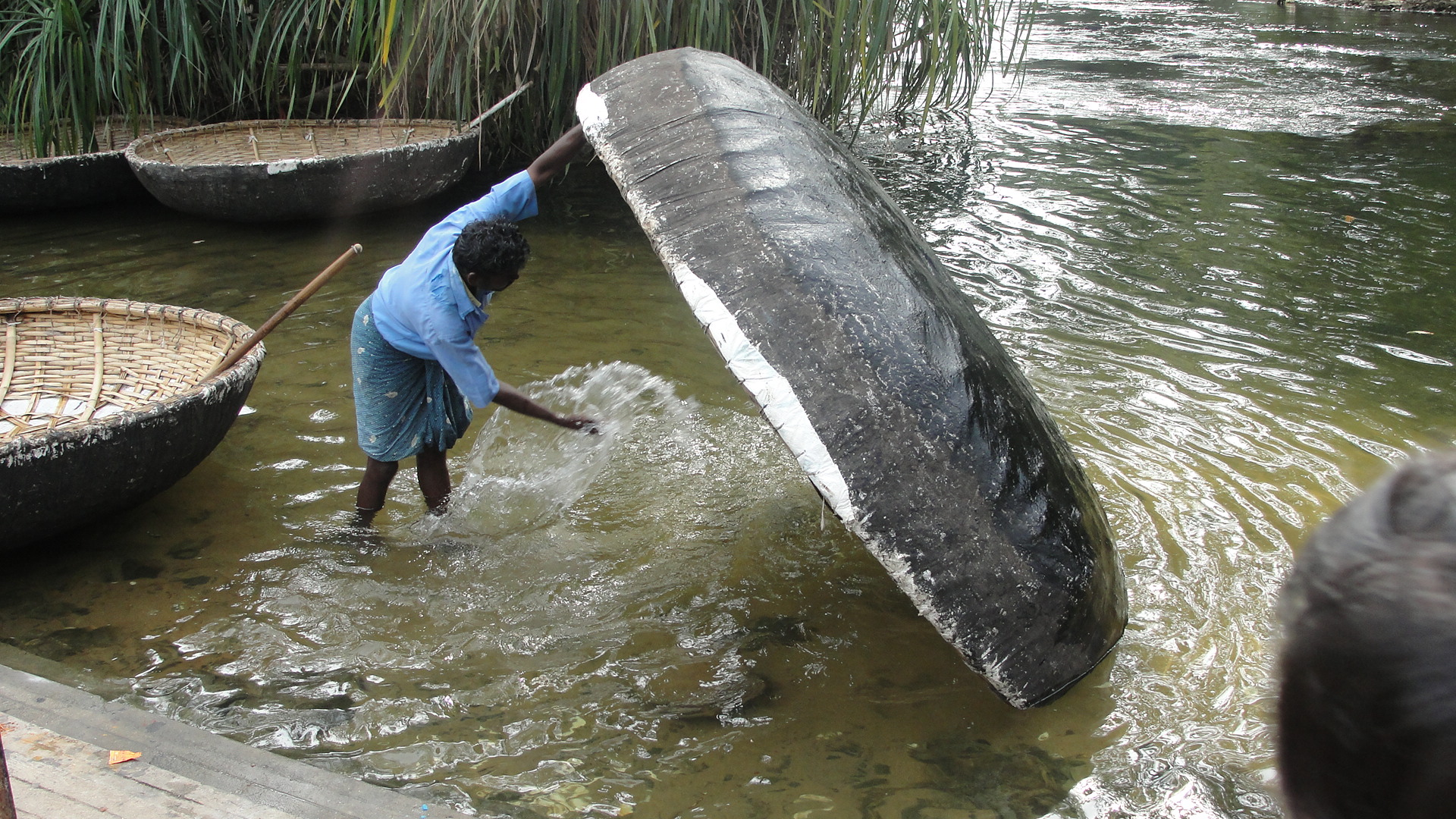
Un hombre dando la vuelta a un coracle

El coracle es un primitivo bote ligero, cuya forma permite llevarlo a la espalda y se usa tradicionalmente en Gales, Reino Unido, pero también en algunas partes del oeste y el suroeste de Inglaterra, Irlanda (en particular, en el río Boyne), y Escocia (particularmente en el río Spey). El término coracle también se utiliza para referirse a barcos similares que se encuentran en la India, Vietnam, Irak y el Tíbet.

## Etimología
La palabra coracle proviene del galés, cognado con gaélico, irlandés y escocés y se registra en inglés ya en el siglo xvi.

## Estructura
De forma ovalada y muy similar a la mitad de una cáscara de nuez, la estructura está hecha de un marco de división y las barras de sauce entretejidas con la corteza del sauce. La capa exterior era originalmente piel de animal, como caballo o buey, con una fina capa de alquitrán para que sea totalmente impermeable La versión vietnamita de Asia del coracle es algo diferente ya que se utiliza bambú entrelazado e impermeabilizado mediante el uso de resina y aceite de coco.  La estructura cuenta con una quilla de fondo plano para repartir uniformemente el peso de la embarcación y su carga a través de la estructura y reducir la profundidad necesaria de agua, a menudo sólo unos pocos centímetros, por lo que es ideal para el uso en los ríos.
Cada coracle es único en su diseño ya que se adapta a las condiciones del río donde fue construido y destinado a ser utilizado. El coracle Teifi, por ejemplo, es de fondo plano, ya que está diseñado para navegar rápidos poco profundos, comunes en el río en verano, mientras que el coracle Carmarthen es más redondo y más profundo, ya que se utiliza en aguas de las mareas de Tywi, donde no hay rápidos. Los coracles Teifi están hechos de madera de zonas locales, sauce para los lats (el cuerpo de la embarcación) y avellana para su trama, mientras que los coracles Tywi se han hecho a partir de cenizas. Los barcos de trabajo tienden a ser hechos de fibra de vidrio. Los coracles Teifi utilizan clavos, confiando en el cruce de los dorsales de coherencia estructural, mientras que los Carmarthen utilizan clavos de cobre y no entrelazado.
Los coracles son una barca de pesca eficaz porque, cuando está guiado por una persona experta, apenas se altera el agua y los peces pueden ser fácilmente maniobrados con un solo brazo, mientras que el otro brazo tiende a la red. El coracle se impulsa por medio de una paleta de hoja ancha que varía tradicionalmente en el diseño entre los diferentes ríos. La paleta se utiliza hacia la parte delantera del coracle, tirando de la embarcación hacia delante con el remero mirando en la dirección de desplazamiento.
Otro aspecto importante para los coracles galeses es que pueden llevarse en la espalda por una persona.

## Historia
Diseñado para su uso en los ríos rápidos de Gales y partes del resto de Gran Bretaña e Irlanda, el coracle se ha utilizado durante siglos, después de haber sido señalado por Julio César en su invasión de Gran Bretaña a mediados del siglo i a. C. y los utilizó en sus campañas en España. Los restos de un posible coracle fueron encontrados en una tumba temprana de la Edad de Bronce en Barns Farm cerca de la bahía Dalgety y otros dos se han descrito en Corbridge y cerca de Ferriby.
Según Ian Harries, pescador coracle, estos son tan ligeros y portátiles que fácilmente se pueden llevar sobre los hombros de los pescadores cuando se avanza hacia y desde su trabajo. Cuando la pesca se lleva a cabo por dos personas, hay un pescador por barca. La red se extendía por el río entre los dos coracles (se remaba con una sola mano, arrastrando la red en el otro).

## La Sociedad Coracle
La Sociedad Coracle es una organización con sede en el Reino Unido, fundada por su presidente, Sir Peter Badge, en 1990. Los cinco objetivos fundacionales de la Sociedad eran:
- Promover el conocimiento de las barcas, curraghs y naves aliadas, sus decisiones y su uso, así como su estudio y colección.
- Adoptar todas las medidas razonables para apoyar la continuación de la pesca que involucre el uso de barcas y alentar la celebración de regatas coracle y similares.
- Publicar un boletín de noticias como medio de comunicación entre todos los interesados en coracles.
- Utilizar sus mejores esfuerzos para obtener suministros de materiales para la construcción de coracles.
- Promover demostraciones, cursos, exposiciones, debates y conferencias relacionadas con coracles.

Hay muchos miembros de la sociedad en todo el país que han demostrado la ejecución de los coracles en los eventos y/o cursos. Terry Kenny, el actual presidente de la Sociedad, dirige varios cursos cada año en el Centro de Wood Green.
La Sociedad estuvo presente en el Festival de Río Shrewsbury de 2005, donde se muestran diversas barcas en el río Severn. También hay una regata anual de coracles celebrada en agosto en Bank Holiday Monday cada año. Está organizado por el Centro de Wood Green y está dirigido de manera informal, por lo que cualquier persona con un coracle puede formar parte en el evento. Cada año los nuevos participantes llegan con coracles hechos en el fin de semana de vacaciones en el Centro de Wood Green con el fabricante local de coracles Terry Kenny.
La tercera Coracle Challenge, que recauda fondos en apoyo al Macmillan Cancer Support, tuvo lugar en Shrewsbury el 19 de mayo de 2009, con Terry Kenny participando en nombre de la Sociedad.
En 2010, la Sociedad celebró su 20º aniversario con una serie de actos programados para reconocer este importante hito, incluyendo una mañana de charlas en el Centro Nacional Coracle en Cenarth.

## Seguridad
El diseño de la nave hace del coracle una nave inestable debido a que se encuentra dentro del agua, en lugar de sobre él, por lo que la barca puede ser fácilmente transportada por las corrientes y el viento. La Sociedad Coracle ha publicado directrices para el uso seguro de coracles.